# Île-Molène
Île-Molène é uma comuna francesa na região administrativa da Bretanha, no departamento Finisterra. Estende-se por uma área de 0,75 km². Em 2010 a comuna tinha 157 habitantes (densidade: 209,3 hab./km²).